# Ménilles
Ménilles é uma comuna francesa na região administrativa da Normandia, no departamento de Eure. Estende-se por uma área de 5,82 km². Em 2010 a comuna tinha 1 781 habitantes (densidade: 306 hab./km²).